# Chiloglanis kalambo
Chiloglanis kalambo és una espècie de peix de la família dels mochòkids i de l'ordre dels siluriformes.

## Morfologia
Els mascles poden assolir els 4,4 cm de llargària total.

## Alimentació
Hom creu que és omnívor.

## Distribució geogràfica
Es troba a Àfrica: Tanzània.

## Estat de conservació
Les seues preferències d'hàbitat i distribució geogràfica restringida el fan especialment vulnerable a la degradació del seu entorn.